# Rainulf I de Poitiers
Rainulf I (? - 866) fou comte de Poitiers, fill del comte Gerard I d'Alvèrnia (o Guerau) mort a la batalla de Fontenoy-en-Puisaye el 841, i d'Hildegarda, filla de Lluís el Pietós.
Lluís el Pietós va entrar a Poitiers el dia de Nadal del 839 i va deposar el comte Emenó, que havia donat suport a Pipí II d'Aquitània. Es creu que Lluís va nomenar provisionalment a Renald al que va fer comte d'Herbauges, i que va morir el 843 potser perquè Rainulf era molt jove (uns 15 anys) per dirigir la defensa del comtat; no és clar si el 843 el rei, a la mort de Renald (o ja abans l'emperador) va nomenar Rainulf com a comte o bé el comtat va restar per uns anys com una mena de districte militar assolint les funcions comtals el bisbe de la ciutat Ebroí de Poitiers. El que si sap és que des de la mort de Lluís el Pietós el 20 de juny de 840, Pipí va intentar recuperar Poitiers, va nomenar un comte, que per afinitat hauria de ser Bernat II el Poiteví, germà d'Emenó, i va assetjar la ciutat però Carles el Calb va enviar al seu senescal Adalard que va obligar a Pipí a aixecar el setge; Bernat II va morir el 844 segurament quan ja havia abandonat el servei de Pipí.
A  Rainulf és descrit com un cap militar del rei Carles, sempre en moviment mentre l'administració corrent del comtat fou assegurada pel bisbe Ebroí, emparentat als rorgònides. L'execució del comte Gausbert del Maine, germà de Biquilda esposa de Rainulf, va crear descontents entre les famílies comtals. Després del 850 la noblesa va cridar a Lluís el Germànic, germanastre de Carles el Calb, que el 854 va enviar el seu fill Lluís el Jove (després Lluís III d'Alemanya el Jove). El bisbe Ebroí, sempre fidel a Carles, va morir en el curs d'un tumult. Seria llavors quan Rainulf va agafar la direcció efectiva del comtat.
El 854 Carles el Calb va casar al seu fill Lluís amb una filla del rei bretó Erispoe, i va formar una marca fronterera de la que va donar el govern a Lluís; aquesta marca se situava a l'est de Bretanya i incloïa el Maine. Carles va fer el mateix a Aquitània convertint el territori en regne per al seu fill Carles (l'Infant). El 856 va esclatar la revolta dels comtes del centre i oest de França molts dels quals eren parents d'Ermentruda, esposa de Carles el Calb. La revolta va tirar endavant i el 858 els caps rebels, el senescal Adalard i Eudes, cunyat del rei, van oferir la corona a Lluís el Germànic. Només la intervenció d'Hincmar de Reims que va arrossegar a altres bisbes, i la vacil·lació de Lluís el Germànic, va salvar la corona a Carles, que vers el 860 ja s'havia recuperat. Va castigar els que li havien estat infidels i els va substituir per membres de la família de la seva mare Judit de Baviera, els Güelfs, descendents de Welf I. El seu fill Carles l'Infant reclamava la independència d'Aquitània i es va casar amb la vídua del comte de Bourges, però Carles va anar a Aquitània i el va sotmetre. Durant tot aquest temps Rainulf va restar lleial a Carles el Calb.
Rainulf va derrotar a Pipí II el 864 i el va fer presoner, sent tonsurat i tancat a Senlis. Va prendre part a la lluita contra els normands i estava amb Robert el Fort a la batalla de Brissarthe en la que va morir el 866.

## Genealogia

### Hipòtesi clàssica
Taula elaborada per Léon Levillain a L'abbé Ebles, chancelier du roi Eudes el 1902, en general encara acceptada. Otto-Gerhart Oexle ha corregit lleugerament la genealogia en afirmar amb raó que cap text diu qui fou la mare de Rainulf II i, per tant, no es pot assegurar més que com especulació que Bilquida, vídua de Bernat II de Poitiers s'hagués casat amb Rainulf; Oexle pensa que la seva esposa podria ser una suposada germana de Bilquida de nom Adaltruda, pel mateix sistema especulatiu, perquè Adaltruda seria més jove que Bilquida i més convenient per Rainulf que el 844 tenia uns 20 anys, mentre Bilquida era probablement més gran i perquè s'esmenta en diversos documents una Adaltruda que hauria tingut una posició important entre els rorgònides (per onomàstica és un nom rorgònida, ja que la mare de Rorgó I del Maine el portava)
|                 |                 |                 |                 |                               |                               |                               |                               |                                 |                                 |                                 |                                 |                                                           |                                                           |                                                           |                                                           |                                                           |                                                           |            |            |            |            |       |       |           |           |           |           |                                                   |                                                   | Pipí I rei d'Aquitània x822 Ringarda              |                                                   |                                                   |                                                   |               |               |                                              |                                              |                                              |                                              |                                              |                                              |                                 |                                 |                                                                  |                                                                  |                                                                  |                                                                  |                                                                  |                                                                  |                                  |                                  |                                  |                                  |  |  |
|                 |                 |                 |                 |                               |                               |                               |                               |                                 |                                 |                                 |                                 |                                                           |                                                           |                                                           |                                                           |                                                           |                                                           |            |            |            |            |       |       |           |           |           |           |                                                   |                                                   |                                                   |                                                   |                                                   |                                                   |               |               |                                              |                                              |                                              |                                              |                                              |                                              |                                 |                                 |                                                                  |                                                                  |                                                                  |                                                                  |                                                                  |                                                                  |                                  |                                  |                                  |                                  |  |  |
|                 |                 |                 |                 |                               |                               |                               |                               |                                 |                                 |                                 |                                 |                                                           |                                                           |                                                           |                                                           |                                                           |                                                           |            |            |            |            |       |       |           |           |           |           |                                                   |                                                   |                                                   |                                                   |                                                   |                                                   |               |               |                                              |                                              |                                              |                                              |                                              |                                              |                                 |                                 |                                                                  |                                                                  |                                                                  |                                                                  |                                                                  |                                                                  |                                  |                                  |                                  |                                  |  |  |
| Rotruda († 810) | Rotruda († 810) | Rotruda († 810) | Rotruda († 810) | Rotruda († 810)               | Rotruda († 810)               |                               |                               | Rorgó I († 840) comte del Maine | Rorgó I († 840) comte del Maine | Rorgó I († 840) comte del Maine | Rorgó I († 840) comte del Maine | Rorgó I († 840) comte del Maine                           | Rorgó I († 840) comte del Maine                           |                                                           |                                                           | Biliquilda                                                | Biliquilda                                                | Biliquilda | Biliquilda | Biliquilda | Biliquilda |       |       |           |           |           |           |                                                   |                                                   | Ne (v. 823 †)                                     | Ne (v. 823 †)                                     | Ne (v. 823 †)                                     | Ne (v. 823 †)                                     | Ne (v. 823 †) | Ne (v. 823 †) |                                              |                                              |                                              |                                              | Gerard comte d'Alvèrnia († 841)              | Gerard comte d'Alvèrnia († 841)              | Gerard comte d'Alvèrnia († 841) | Gerard comte d'Alvèrnia († 841) | Gerard comte d'Alvèrnia († 841)                                  | Gerard comte d'Alvèrnia († 841)                                  |                                                                  |                                                                  | Guillem comte d'Alvèrnia († 846)                                 | Guillem comte d'Alvèrnia († 846)                                 | Guillem comte d'Alvèrnia († 846) | Guillem comte d'Alvèrnia († 846) | Guillem comte d'Alvèrnia († 846) | Guillem comte d'Alvèrnia († 846) |  |  |
| Rotruda († 810) | Rotruda († 810) | Rotruda († 810) | Rotruda († 810) | Rotruda († 810)               | Rotruda († 810)               |                               |                               | Rorgó I († 840) comte del Maine | Rorgó I († 840) comte del Maine | Rorgó I († 840) comte del Maine | Rorgó I († 840) comte del Maine | Rorgó I († 840) comte del Maine                           | Rorgó I († 840) comte del Maine                           |                                                           |                                                           | Biliquilda                                                | Biliquilda                                                | Biliquilda | Biliquilda | Biliquilda | Biliquilda |       |       |           |           |           |           |                                                   |                                                   | Ne (v. 823 †)                                     | Ne (v. 823 †)                                     | Ne (v. 823 †)                                     | Ne (v. 823 †)                                     | Ne (v. 823 †) | Ne (v. 823 †) |                                              |                                              |                                              |                                              | Gerard comte d'Alvèrnia († 841)              | Gerard comte d'Alvèrnia († 841)              | Gerard comte d'Alvèrnia († 841) | Gerard comte d'Alvèrnia († 841) | Gerard comte d'Alvèrnia († 841)                                  | Gerard comte d'Alvèrnia († 841)                                  |                                                                  |                                                                  | Guillem comte d'Alvèrnia († 846)                                 | Guillem comte d'Alvèrnia († 846)                                 | Guillem comte d'Alvèrnia († 846) | Guillem comte d'Alvèrnia († 846) | Guillem comte d'Alvèrnia († 846) | Guillem comte d'Alvèrnia († 846) |  |  |
|                 |                 |                 |                 |                               |                               |                               |                               |                                 |                                 |                                 |                                 |                                                           |                                                           |                                                           |                                                           |                                                           |                                                           |            |            |            |            |       |       |           |           |           |           |                                                   |                                                   |                                                   |                                                   |                                                   |                                                   |               |               |                                              |                                              |                                              |                                              |                                              |                                              |                                 |                                 |                                                                  |                                                                  |                                                                  |                                                                  |                                                                  |                                                                  |                                  |                                  |                                  |                                  |  |  |
|                 |                 |                 |                 |                               |                               |                               |                               |                                 |                                 |                                 |                                 |                                                           |                                                           |                                                           |                                                           |                                                           |                                                           |            |            |            |            |       |       |           |           |           |           |                                                   |                                                   |                                                   |                                                   |                                                   |                                                   |               |               |                                              |                                              |                                              |                                              |                                              |                                              |                                 |                                 |                                                                  |                                                                  |                                                                  |                                                                  |                                                                  |                                                                  |                                  |                                  |                                  |                                  |  |  |
|                 |                 |                 |                 | Gauslí († 886) bisbe de París | Gauslí († 886) bisbe de París | Gauslí († 886) bisbe de París | Gauslí († 886) bisbe de París | Gauslí († 886) bisbe de París   | Gauslí († 886) bisbe de París   |                                 |                                 | Bernat el Poiteví comte de Poitiers († 844)               | Bernat el Poiteví comte de Poitiers († 844)               | Bernat el Poiteví comte de Poitiers († 844)               | Bernat el Poiteví comte de Poitiers († 844)               | Bernat el Poiteví comte de Poitiers († 844)               | Bernat el Poiteví comte de Poitiers († 844)               |            |            |            |            |       |       | Bilquilda | Bilquilda | Bilquilda | Bilquilda | Bilquilda                                         | Bilquilda                                         |                                                   |                                                   |                                                   |                                                   |               |               | Rainulf I comte de Poitiers (vers 838 † 866) | Rainulf I comte de Poitiers (vers 838 † 866) | Rainulf I comte de Poitiers (vers 838 † 866) | Rainulf I comte de Poitiers (vers 838 † 866) | Rainulf I comte de Poitiers (vers 838 † 866) | Rainulf I comte de Poitiers (vers 838 † 866) |                                 |                                 |                                                                  |                                                                  |                                                                  |                                                                  |                                                                  |                                                                  |                                  |                                  |                                  |                                  |  |  |
|                 |                 |                 |                 | Gauslí († 886) bisbe de París | Gauslí († 886) bisbe de París | Gauslí († 886) bisbe de París | Gauslí († 886) bisbe de París | Gauslí († 886) bisbe de París   | Gauslí († 886) bisbe de París   |                                 |                                 | Bernat el Poiteví comte de Poitiers († 844)               | Bernat el Poiteví comte de Poitiers († 844)               | Bernat el Poiteví comte de Poitiers († 844)               | Bernat el Poiteví comte de Poitiers († 844)               | Bernat el Poiteví comte de Poitiers († 844)               | Bernat el Poiteví comte de Poitiers († 844)               |            |            |            |            |       |       | Bilquilda | Bilquilda | Bilquilda | Bilquilda | Bilquilda                                         | Bilquilda                                         |                                                   |                                                   |                                                   |                                                   |               |               | Rainulf I comte de Poitiers (vers 838 † 866) | Rainulf I comte de Poitiers (vers 838 † 866) | Rainulf I comte de Poitiers (vers 838 † 866) | Rainulf I comte de Poitiers (vers 838 † 866) | Rainulf I comte de Poitiers (vers 838 † 866) | Rainulf I comte de Poitiers (vers 838 † 866) |                                 |                                 |                                                                  |                                                                  |                                                                  |                                                                  |                                                                  |                                                                  |                                  |                                  |                                  |                                  |  |  |
|                 |                 |                 |                 |                               |                               |                               |                               |                                 |                                 |                                 |                                 |                                                           |                                                           |                                                           |                                                           |                                                           |                                                           |            |            |            |            |       |       |           |           |           |           |                                                   |                                                   |                                                   |                                                   |                                                   |                                                   |               |               |                                              |                                              |                                              |                                              |                                              |                                              |                                 |                                 |                                                                  |                                                                  |                                                                  |                                                                  |                                                                  |                                                                  |                                  |                                  |                                  |                                  |  |  |
|                 |                 |                 |                 |                               |                               |                               |                               |                                 |                                 |                                 |                                 |                                                           |                                                           |                                                           |                                                           |                                                           |                                                           |            |            |            |            |       |       |           |           |           |           |                                                   |                                                   |                                                   |                                                   |                                                   |                                                   |               |               |                                              |                                              |                                              |                                              |                                              |                                              |                                 |                                 |                                                                  |                                                                  |                                                                  |                                                                  |                                                                  |                                                                  |                                  |                                  |                                  |                                  |  |  |
|                 |                 |                 |                 |                               |                               |                               |                               |                                 |                                 |                                 |                                 | Bernat de Gòtia († 879) comte de Poitiers nebot de Gauslí | Bernat de Gòtia († 879) comte de Poitiers nebot de Gauslí | Bernat de Gòtia († 879) comte de Poitiers nebot de Gauslí | Bernat de Gòtia († 879) comte de Poitiers nebot de Gauslí | Bernat de Gòtia († 879) comte de Poitiers nebot de Gauslí | Bernat de Gòtia († 879) comte de Poitiers nebot de Gauslí |            |            | Emenó      | Emenó      | Emenó | Emenó | Emenó     | Emenó     |           |           | Rainulf II († 5 d'agost de 890) comte de Poitiers | Rainulf II († 5 d'agost de 890) comte de Poitiers | Rainulf II († 5 d'agost de 890) comte de Poitiers | Rainulf II († 5 d'agost de 890) comte de Poitiers | Rainulf II († 5 d'agost de 890) comte de Poitiers | Rainulf II († 5 d'agost de 890) comte de Poitiers |               |               | Gausbert († 892)                             | Gausbert († 892)                             | Gausbert († 892)                             | Gausbert († 892)                             | Gausbert († 892)                             | Gausbert († 892)                             |                                 |                                 | Ebles († 2 d'octubre de 892) abat de Saint-Denis nebot de Gauslí | Ebles († 2 d'octubre de 892) abat de Saint-Denis nebot de Gauslí | Ebles († 2 d'octubre de 892) abat de Saint-Denis nebot de Gauslí | Ebles († 2 d'octubre de 892) abat de Saint-Denis nebot de Gauslí | Ebles († 2 d'octubre de 892) abat de Saint-Denis nebot de Gauslí | Ebles († 2 d'octubre de 892) abat de Saint-Denis nebot de Gauslí |                                  |                                  |                                  |                                  |  |  |

Christian Settipani va exposar que aquesta taula presentava alguns problemes: 
- La data de naixement de Rainulf I : si par sa mare era net de Pipí I d'Aquitània i de Raingarda, no hauria pogut néixer abans del 838, data en què la seva mare tenia uns 15 anys cokm a màxim i, per tant, és improbable que hagués estat nomenat comte el 839 o començament del 840 com diu Adémar de Chabannes, i fins i tot el 854 quan hauria assolit el govern efectiu encara hauria estat força jove i un noble de 15 anys no hagués estat la persona indicada per defensar un comtat molt exposat als atacs dels normands i altres perills. Per tant, Settipani proposa el seu naixement d'un primer matrimoni de Gerard I d'Alvèrnia i no del segon matrimoni.
- El matrimoni entre Rainulf I i una filla del comte Rorgó I del Maine produeix un parentiu de cosí per matrimoni amb Renald d'Herbauges, que no correspon a la qualificació que se li dona de consanguineus amb Renald. Settipani pensa que per tant era Rainulf el cosi de Renald i no la seva esposa i la seva mare (la primera esposa de Gerard d'Alvèrnia) seria de la família Rorgònida. Al seu fill Rainulf II (o més excatament al suposat fill Ebles, que seria germà de Rainulf II) se l'anomena “nepos” que vol dir nebot però també besnebot, Settipani pensa que la seva mare era filla de Rorgó I del Maine i de la seva primera muller Rotruda (filla de Carlemany) i no de la segona Bilquilda, per raons cronològiques i accepta que pugui ser la persona anomenada com Adaltruda el parentiu de la qual no està determinat.
- La reconstrucció no considera el llaç de cosins entre Rainulf II i Guillem III d'Aquitània (I de Poitiers) el Pietós. Settipani proposa que la mare de Ramnulf II seria una tia de Guillem. Suposa una tia paterna per explicar la tramsissió del nom Guillem, encara que aquest nom ja existia a la família de Rainulf I (el portava un germà del seu pare Gerard I)

Segons això va elaborar una nova taula hipotética:
|                                              |                                              |                                              |                                              |                                              |                                              |                                             |                                             |                                             |                                             |                 |                 |                                  |                                  |                                  |                                  |                                  |                                  |                  |                  |                                   |                                   |                                   |                                   |                                                                                  |                                                                                  | Carlemany († 814) emperador                                                      |                                                                                  |                                                                                  |                                                                                  |                                 |                                 |                                                                        |                                                                        |                                                                        |                                                                        |                                                                        |                                                                        |             |             |             |             |                                 |                                 |                                 |                                 |                                 |                                 |                               |                               |          |          |                                                 |                                                 |                                                 |                                                 |                                                 |                                                 |            |            |  |  |                                     |                                     |                                     |                                     |                                     |                                     |  |  |  |  |  |  |  |  |  |  |  |  |  |  |  |  |
|                                              |                                              |                                              |                                              |                                              |                                              |                                             |                                             |                                             |                                             |                 |                 |                                  |                                  |                                  |                                  |                                  |                                  |                  |                  |                                   |                                   |                                   |                                   |                                                                                  |                                                                                  |                                                                                  |                                                                                  |                                                                                  |                                                                                  |                                 |                                 |                                                                        |                                                                        |                                                                        |                                                                        |                                                                        |                                                                        |             |             |             |             |                                 |                                 |                                 |                                 |                                 |                                 |                               |                               |          |          |                                                 |                                                 |                                                 |                                                 |                                                 |                                                 |            |            |  |  |                                     |                                     |                                     |                                     |                                     |                                     |  |  |  |  |  |  |  |  |  |  |  |  |  |  |  |  |
|                                              |                                              |                                              |                                              |                                              |                                              |                                             |                                             |                                             |                                             |                 |                 |                                  |                                  |                                  |                                  |                                  |                                  |                  |                  |                                   |                                   |                                   |                                   |                                                                                  |                                                                                  |                                                                                  |                                                                                  |                                                                                  |                                                                                  |                                 |                                 |                                                                        |                                                                        |                                                                        |                                                                        |                                                                        |                                                                        |             |             |             |             |                                 |                                 |                                 |                                 |                                 |                                 |                               |                               |          |          |                                                 |                                                 |                                                 |                                                 |                                                 |                                                 |            |            |  |  |                                     |                                     |                                     |                                     |                                     |                                     |  |  |  |  |  |  |  |  |  |  |  |  |  |  |  |  |
|                                              |                                              |                                              |                                              |                                              |                                              |                                             |                                             |                                             |                                             |                 |                 |                                  |                                  |                                  |                                  |                                  |                                  |                  |                  | Lluís el Pietós († 840) emperador | Lluís el Pietós († 840) emperador | Lluís el Pietós († 840) emperador | Lluís el Pietós († 840) emperador | Lluís el Pietós († 840) emperador                                                | Lluís el Pietós († 840) emperador                                                |                                                                                  |                                                                                  |                                                                                  |                                                                                  |                                 |                                 |                                                                        |                                                                        |                                                                        |                                                                        |                                                                        |                                                                        |             |             |             |             |                                 |                                 |                                 |                                 | Gauslí I                        | Gauslí I                        | Gauslí I                      | Gauslí I                      | Gauslí I | Gauslí I |                                                 |                                                 | Adaltruda                                       | Adaltruda                                       | Adaltruda                                       | Adaltruda                                       | Adaltruda  | Adaltruda  |  |  |                                     |                                     |                                     |                                     |                                     |                                     |  |  |  |  |  |  |  |  |  |  |  |  |  |  |  |  |
|                                              |                                              |                                              |                                              |                                              |                                              |                                             |                                             |                                             |                                             |                 |                 |                                  |                                  |                                  |                                  |                                  |                                  |                  |                  | Lluís el Pietós († 840) emperador | Lluís el Pietós († 840) emperador | Lluís el Pietós († 840) emperador | Lluís el Pietós († 840) emperador | Lluís el Pietós († 840) emperador                                                | Lluís el Pietós († 840) emperador                                                |                                                                                  |                                                                                  |                                                                                  |                                                                                  |                                 |                                 |                                                                        |                                                                        |                                                                        |                                                                        |                                                                        |                                                                        |             |             |             |             |                                 |                                 |                                 |                                 | Gauslí I                        | Gauslí I                        | Gauslí I                      | Gauslí I                      | Gauslí I | Gauslí I |                                                 |                                                 | Adaltruda                                       | Adaltruda                                       | Adaltruda                                       | Adaltruda                                       | Adaltruda  | Adaltruda  |  |  |                                     |                                     |                                     |                                     |                                     |                                     |  |  |  |  |  |  |  |  |  |  |  |  |  |  |  |  |
|                                              |                                              |                                              |                                              |                                              |                                              |                                             |                                             |                                             |                                             |                 |                 |                                  |                                  |                                  |                                  |                                  |                                  |                  |                  |                                   |                                   |                                   |                                   |                                                                                  |                                                                                  |                                                                                  |                                                                                  |                                                                                  |                                                                                  |                                 |                                 |                                                                        |                                                                        |                                                                        |                                                                        |                                                                        |                                                                        |             |             |             |             |                                 |                                 |                                 |                                 |                                 |                                 |                               |                               |          |          |                                                 |                                                 |                                                 |                                                 |                                                 |                                                 |            |            |  |  |                                     |                                     |                                     |                                     |                                     |                                     |  |  |  |  |  |  |  |  |  |  |  |  |  |  |  |  |
|                                              |                                              |                                              |                                              |                                              |                                              |                                             |                                             |                                             |                                             |                 |                 |                                  |                                  |                                  |                                  |                                  |                                  |                  |                  |                                   |                                   |                                   |                                   |                                                                                  |                                                                                  |                                                                                  |                                                                                  |                                                                                  |                                                                                  |                                 |                                 |                                                                        |                                                                        |                                                                        |                                                                        |                                                                        |                                                                        |             |             |             |             |                                 |                                 |                                 |                                 |                                 |                                 |                               |                               |          |          |                                                 |                                                 |                                                 |                                                 |                                                 |                                                 |            |            |  |  |                                     |                                     |                                     |                                     |                                     |                                     |  |  |  |  |  |  |  |  |  |  |  |  |  |  |  |  |
|                                              |                                              |                                              |                                              | Guillem de Gel·lona († 813) comte de Tolosa  | Guillem de Gel·lona († 813) comte de Tolosa  | Guillem de Gel·lona († 813) comte de Tolosa | Guillem de Gel·lona († 813) comte de Tolosa | Guillem de Gel·lona († 813) comte de Tolosa | Guillem de Gel·lona († 813) comte de Tolosa |                 |                 |                                  |                                  |                                  |                                  |                                  |                                  |                  |                  | Pipí I († 838) rei d'Aquitània    | Pipí I († 838) rei d'Aquitània    | Pipí I († 838) rei d'Aquitània    | Pipí I († 838) rei d'Aquitània    | Pipí I († 838) rei d'Aquitània                                                   | Pipí I († 838) rei d'Aquitània                                                   |                                                                                  |                                                                                  |                                                                                  |                                                                                  | Rotruda († 810)                 | Rotruda († 810)                 | Rotruda († 810)                                                        | Rotruda († 810)                                                        | Rotruda († 810)                                                        | Rotruda († 810)                                                        |                                                                        |                                                                        |             |             |             |             | Rorgó I († 840) comte del Maine | Rorgó I († 840) comte del Maine | Rorgó I († 840) comte del Maine | Rorgó I († 840) comte del Maine | Rorgó I († 840) comte del Maine | Rorgó I († 840) comte del Maine |                               |                               |          |          |                                                 |                                                 | Biliquilda                                      | Biliquilda                                      | Biliquilda                                      | Biliquilda                                      | Biliquilda | Biliquilda |  |  | Hervé                               | Hervé                               | Hervé                               | Hervé                               | Hervé                               | Hervé                               |  |  |  |  |  |  |  |  |  |  |  |  |  |  |  |  |
|                                              |                                              |                                              |                                              | Guillem de Gel·lona († 813) comte de Tolosa  | Guillem de Gel·lona († 813) comte de Tolosa  | Guillem de Gel·lona († 813) comte de Tolosa | Guillem de Gel·lona († 813) comte de Tolosa | Guillem de Gel·lona († 813) comte de Tolosa | Guillem de Gel·lona († 813) comte de Tolosa |                 |                 |                                  |                                  |                                  |                                  |                                  |                                  |                  |                  | Pipí I († 838) rei d'Aquitània    | Pipí I († 838) rei d'Aquitània    | Pipí I († 838) rei d'Aquitània    | Pipí I († 838) rei d'Aquitània    | Pipí I († 838) rei d'Aquitània                                                   | Pipí I († 838) rei d'Aquitània                                                   |                                                                                  |                                                                                  |                                                                                  |                                                                                  | Rotruda († 810)                 | Rotruda († 810)                 | Rotruda († 810)                                                        | Rotruda († 810)                                                        | Rotruda († 810)                                                        | Rotruda († 810)                                                        |                                                                        |                                                                        |             |             |             |             | Rorgó I († 840) comte del Maine | Rorgó I († 840) comte del Maine | Rorgó I († 840) comte del Maine | Rorgó I († 840) comte del Maine | Rorgó I († 840) comte del Maine | Rorgó I († 840) comte del Maine |                               |                               |          |          |                                                 |                                                 | Biliquilda                                      | Biliquilda                                      | Biliquilda                                      | Biliquilda                                      | Biliquilda | Biliquilda |  |  | Hervé                               | Hervé                               | Hervé                               | Hervé                               | Hervé                               | Hervé                               |  |  |  |  |  |  |  |  |  |  |  |  |  |  |  |  |
|                                              |                                              |                                              |                                              |                                              |                                              |                                             |                                             |                                             |                                             |                 |                 |                                  |                                  |                                  |                                  |                                  |                                  |                  |                  |                                   |                                   |                                   |                                   |                                                                                  |                                                                                  |                                                                                  |                                                                                  |                                                                                  |                                                                                  |                                 |                                 |                                                                        |                                                                        |                                                                        |                                                                        |                                                                        |                                                                        |             |             |             |             |                                 |                                 |                                 |                                 |                                 |                                 |                               |                               |          |          |                                                 |                                                 |                                                 |                                                 |                                                 |                                                 |            |            |  |  |                                     |                                     |                                     |                                     |                                     |                                     |  |  |  |  |  |  |  |  |  |  |  |  |  |  |  |  |
|                                              |                                              |                                              |                                              |                                              |                                              |                                             |                                             |                                             |                                             |                 |                 |                                  |                                  |                                  |                                  |                                  |                                  |                  |                  |                                   |                                   |                                   |                                   |                                                                                  |                                                                                  |                                                                                  |                                                                                  |                                                                                  |                                                                                  |                                 |                                 |                                                                        |                                                                        |                                                                        |                                                                        |                                                                        |                                                                        |             |             |             |             |                                 |                                 |                                 |                                 |                                 |                                 |                               |                               |          |          |                                                 |                                                 |                                                 |                                                 |                                                 |                                                 |            |            |  |  |                                     |                                     |                                     |                                     |                                     |                                     |  |  |  |  |  |  |  |  |  |  |  |  |  |  |  |  |
|                                              |                                              |                                              |                                              | Bernat († 844) marquès de Septimània         | Bernat († 844) marquès de Septimània         | Bernat († 844) marquès de Septimània        | Bernat († 844) marquès de Septimània        | Bernat († 844) marquès de Septimània        | Bernat († 844) marquès de Septimània        |                 |                 | Guillem comte d'Alvèrnia († 846) | Guillem comte d'Alvèrnia († 846) | Guillem comte d'Alvèrnia († 846) | Guillem comte d'Alvèrnia († 846) | Guillem comte d'Alvèrnia († 846) | Guillem comte d'Alvèrnia († 846) |                  |                  | Ne (v. 823 †)                     | Ne (v. 823 †)                     | Ne (v. 823 †)                     | Ne (v. 823 †)                     | Ne (v. 823 †)                                                                    | Ne (v. 823 †)                                                                    |                                                                                  |                                                                                  | Gerard comte d'Alvèrnia († 841)                                                  | Gerard comte d'Alvèrnia († 841)                                                  | Gerard comte d'Alvèrnia († 841) | Gerard comte d'Alvèrnia († 841) | Gerard comte d'Alvèrnia († 841)                                        | Gerard comte d'Alvèrnia († 841)                                        |                                                                        |                                                                        | (Adaltruda)                                                            | (Adaltruda)                                                            | (Adaltruda) | (Adaltruda) | (Adaltruda) | (Adaltruda) |                                 |                                 | Gauslí († 886) bisbe de París   | Gauslí († 886) bisbe de París   | Gauslí († 886) bisbe de París   | Gauslí († 886) bisbe de París   | Gauslí († 886) bisbe de París | Gauslí († 886) bisbe de París |          |          | Bilquilda x Bernat el Poiteví comte de Poitiers | Bilquilda x Bernat el Poiteví comte de Poitiers | Bilquilda x Bernat el Poiteví comte de Poitiers | Bilquilda x Bernat el Poiteví comte de Poitiers | Bilquilda x Bernat el Poiteví comte de Poitiers | Bilquilda x Bernat el Poiteví comte de Poitiers |            |            |  |  | Renald I († 844) comte d'Herbauges  | Renald I († 844) comte d'Herbauges  | Renald I († 844) comte d'Herbauges  | Renald I († 844) comte d'Herbauges  | Renald I († 844) comte d'Herbauges  | Renald I († 844) comte d'Herbauges  |  |  |  |  |  |  |  |  |  |  |  |  |  |  |  |  |
|                                              |                                              |                                              |                                              | Bernat († 844) marquès de Septimània         | Bernat († 844) marquès de Septimània         | Bernat († 844) marquès de Septimània        | Bernat († 844) marquès de Septimània        | Bernat († 844) marquès de Septimània        | Bernat († 844) marquès de Septimània        |                 |                 | Guillem comte d'Alvèrnia († 846) | Guillem comte d'Alvèrnia († 846) | Guillem comte d'Alvèrnia († 846) | Guillem comte d'Alvèrnia († 846) | Guillem comte d'Alvèrnia († 846) | Guillem comte d'Alvèrnia († 846) |                  |                  | Ne (v. 823 †)                     | Ne (v. 823 †)                     | Ne (v. 823 †)                     | Ne (v. 823 †)                     | Ne (v. 823 †)                                                                    | Ne (v. 823 †)                                                                    |                                                                                  |                                                                                  | Gerard comte d'Alvèrnia († 841)                                                  | Gerard comte d'Alvèrnia († 841)                                                  | Gerard comte d'Alvèrnia († 841) | Gerard comte d'Alvèrnia († 841) | Gerard comte d'Alvèrnia († 841)                                        | Gerard comte d'Alvèrnia († 841)                                        |                                                                        |                                                                        | (Adaltruda)                                                            | (Adaltruda)                                                            | (Adaltruda) | (Adaltruda) | (Adaltruda) | (Adaltruda) |                                 |                                 | Gauslí († 886) bisbe de París   | Gauslí († 886) bisbe de París   | Gauslí († 886) bisbe de París   | Gauslí († 886) bisbe de París   | Gauslí († 886) bisbe de París | Gauslí († 886) bisbe de París |          |          | Bilquilda x Bernat el Poiteví comte de Poitiers | Bilquilda x Bernat el Poiteví comte de Poitiers | Bilquilda x Bernat el Poiteví comte de Poitiers | Bilquilda x Bernat el Poiteví comte de Poitiers | Bilquilda x Bernat el Poiteví comte de Poitiers | Bilquilda x Bernat el Poiteví comte de Poitiers |            |            |  |  | Renald I († 844) comte d'Herbauges  | Renald I († 844) comte d'Herbauges  | Renald I († 844) comte d'Herbauges  | Renald I († 844) comte d'Herbauges  | Renald I († 844) comte d'Herbauges  | Renald I († 844) comte d'Herbauges  |  |  |  |  |  |  |  |  |  |  |  |  |  |  |  |  |
|                                              |                                              |                                              |                                              |                                              |                                              |                                             |                                             |                                             |                                             |                 |                 |                                  |                                  |                                  |                                  |                                  |                                  |                  |                  |                                   |                                   |                                   |                                   |                                                                                  |                                                                                  |                                                                                  |                                                                                  |                                                                                  |                                                                                  |                                 |                                 |                                                                        |                                                                        |                                                                        |                                                                        |                                                                        |                                                                        |             |             |             |             |                                 |                                 |                                 |                                 |                                 |                                 |                               |                               |          |          |                                                 |                                                 |                                                 |                                                 |                                                 |                                                 |            |            |  |  |                                     |                                     |                                     |                                     |                                     |                                     |  |  |  |  |  |  |  |  |  |  |  |  |  |  |  |  |
|                                              |                                              |                                              |                                              |                                              |                                              |                                             |                                             |                                             |                                             |                 |                 |                                  |                                  |                                  |                                  |                                  |                                  |                  |                  |                                   |                                   |                                   |                                   |                                                                                  |                                                                                  |                                                                                  |                                                                                  |                                                                                  |                                                                                  |                                 |                                 |                                                                        |                                                                        |                                                                        |                                                                        |                                                                        |                                                                        |             |             |             |             |                                 |                                 |                                 |                                 |                                 |                                 |                               |                               |          |          |                                                 |                                                 |                                                 |                                                 |                                                 |                                                 |            |            |  |  |                                     |                                     |                                     |                                     |                                     |                                     |  |  |  |  |  |  |  |  |  |  |  |  |  |  |  |  |
| Bernat Plantapilosa († 886) marquès de Gòtia | Bernat Plantapilosa († 886) marquès de Gòtia | Bernat Plantapilosa († 886) marquès de Gòtia | Bernat Plantapilosa († 886) marquès de Gòtia | Bernat Plantapilosa († 886) marquès de Gòtia | Bernat Plantapilosa († 886) marquès de Gòtia |                                             |                                             | Guillem († 850)                             | Guillem († 850)                             | Guillem († 850) | Guillem († 850) | Guillem († 850)                  | Guillem († 850)                  |                                  |                                  | Ne                               | Ne                               | Ne               | Ne               | Ne                                | Ne                                |                                   |                                   |                                                                                  |                                                                                  |                                                                                  |                                                                                  |                                                                                  |                                                                                  |                                 |                                 | Rainulf I comte de Poitiers (vers 825 † 866) consaguineus de Renald II | Rainulf I comte de Poitiers (vers 825 † 866) consaguineus de Renald II | Rainulf I comte de Poitiers (vers 825 † 866) consaguineus de Renald II | Rainulf I comte de Poitiers (vers 825 † 866) consaguineus de Renald II | Rainulf I comte de Poitiers (vers 825 † 866) consaguineus de Renald II | Rainulf I comte de Poitiers (vers 825 † 866) consaguineus de Renald II |             |             |             |             |                                 |                                 |                                 |                                 |                                 |                                 |                               |                               |          |          |                                                 |                                                 |                                                 |                                                 |                                                 |                                                 |            |            |  |  | Renald II († 885) comte d'Herbauges | Renald II († 885) comte d'Herbauges | Renald II († 885) comte d'Herbauges | Renald II († 885) comte d'Herbauges | Renald II († 885) comte d'Herbauges | Renald II († 885) comte d'Herbauges |  |  |  |  |  |  |  |  |  |  |  |  |  |  |  |  |
| Bernat Plantapilosa († 886) marquès de Gòtia | Bernat Plantapilosa († 886) marquès de Gòtia | Bernat Plantapilosa († 886) marquès de Gòtia | Bernat Plantapilosa († 886) marquès de Gòtia | Bernat Plantapilosa († 886) marquès de Gòtia | Bernat Plantapilosa († 886) marquès de Gòtia |                                             |                                             | Guillem († 850)                             | Guillem († 850)                             | Guillem († 850) | Guillem († 850) | Guillem († 850)                  | Guillem († 850)                  |                                  |                                  | Ne                               | Ne                               | Ne               | Ne               | Ne                                | Ne                                |                                   |                                   |                                                                                  |                                                                                  |                                                                                  |                                                                                  |                                                                                  |                                                                                  |                                 |                                 | Rainulf I comte de Poitiers (vers 825 † 866) consaguineus de Renald II | Rainulf I comte de Poitiers (vers 825 † 866) consaguineus de Renald II | Rainulf I comte de Poitiers (vers 825 † 866) consaguineus de Renald II | Rainulf I comte de Poitiers (vers 825 † 866) consaguineus de Renald II | Rainulf I comte de Poitiers (vers 825 † 866) consaguineus de Renald II | Rainulf I comte de Poitiers (vers 825 † 866) consaguineus de Renald II |             |             |             |             |                                 |                                 |                                 |                                 |                                 |                                 |                               |                               |          |          |                                                 |                                                 |                                                 |                                                 |                                                 |                                                 |            |            |  |  | Renald II († 885) comte d'Herbauges | Renald II († 885) comte d'Herbauges | Renald II († 885) comte d'Herbauges | Renald II († 885) comte d'Herbauges | Renald II († 885) comte d'Herbauges | Renald II († 885) comte d'Herbauges |  |  |  |  |  |  |  |  |  |  |  |  |  |  |  |  |
|                                              |                                              |                                              |                                              |                                              |                                              |                                             |                                             |                                             |                                             |                 |                 |                                  |                                  |                                  |                                  |                                  |                                  |                  |                  |                                   |                                   |                                   |                                   |                                                                                  |                                                                                  |                                                                                  |                                                                                  |                                                                                  |                                                                                  |                                 |                                 |                                                                        |                                                                        |                                                                        |                                                                        |                                                                        |                                                                        |             |             |             |             |                                 |                                 |                                 |                                 |                                 |                                 |                               |                               |          |          |                                                 |                                                 |                                                 |                                                 |                                                 |                                                 |            |            |  |  |                                     |                                     |                                     |                                     |                                     |                                     |  |  |  |  |  |  |  |  |  |  |  |  |  |  |  |  |
|                                              |                                              |                                              |                                              |                                              |                                              |                                             |                                             |                                             |                                             |                 |                 |                                  |                                  |                                  |                                  |                                  |                                  |                  |                  |                                   |                                   |                                   |                                   |                                                                                  |                                                                                  |                                                                                  |                                                                                  |                                                                                  |                                                                                  |                                 |                                 |                                                                        |                                                                        |                                                                        |                                                                        |                                                                        |                                                                        |             |             |             |             |                                 |                                 |                                 |                                 |                                 |                                 |                               |                               |          |          |                                                 |                                                 |                                                 |                                                 |                                                 |                                                 |            |            |  |  |                                     |                                     |                                     |                                     |                                     |                                     |  |  |  |  |  |  |  |  |  |  |  |  |  |  |  |  |
| Guillem el Pietós († 918) duc d'Aquitània    | Guillem el Pietós († 918) duc d'Aquitània    | Guillem el Pietós († 918) duc d'Aquitània    | Guillem el Pietós († 918) duc d'Aquitània    | Guillem el Pietós († 918) duc d'Aquitània    | Guillem el Pietós († 918) duc d'Aquitània    |                                             |                                             |                                             |                                             |                 |                 |                                  |                                  |                                  |                                  | Gausbert († 892)                 | Gausbert († 892)                 | Gausbert († 892) | Gausbert († 892) | Gausbert († 892)                  | Gausbert († 892)                  |                                   |                                   | Rainulf II († 5 d'agost de 890) comte de Poitiers consaguineus Guillem el Pietós | Rainulf II († 5 d'agost de 890) comte de Poitiers consaguineus Guillem el Pietós | Rainulf II († 5 d'agost de 890) comte de Poitiers consaguineus Guillem el Pietós | Rainulf II († 5 d'agost de 890) comte de Poitiers consaguineus Guillem el Pietós | Rainulf II († 5 d'agost de 890) comte de Poitiers consaguineus Guillem el Pietós | Rainulf II († 5 d'agost de 890) comte de Poitiers consaguineus Guillem el Pietós |                                 |                                 | Ebles († 2 d'octubre de 892) abat de Saint-Denis nepos Gauslí          | Ebles († 2 d'octubre de 892) abat de Saint-Denis nepos Gauslí          | Ebles († 2 d'octubre de 892) abat de Saint-Denis nepos Gauslí          | Ebles († 2 d'octubre de 892) abat de Saint-Denis nepos Gauslí          | Ebles († 2 d'octubre de 892) abat de Saint-Denis nepos Gauslí          | Ebles († 2 d'octubre de 892) abat de Saint-Denis nepos Gauslí          |             |             |             |             |                                 |                                 |                                 |                                 |                                 |                                 |                               |                               |          |          |                                                 |                                                 |                                                 |                                                 |                                                 |                                                 |            |            |  |  |                                     |                                     |                                     |                                     |                                     |                                     |  |  |  |  |  |  |  |  |  |  |  |  |  |  |  |  |
| Guillem el Pietós († 918) duc d'Aquitània    | Guillem el Pietós († 918) duc d'Aquitània    | Guillem el Pietós († 918) duc d'Aquitània    | Guillem el Pietós († 918) duc d'Aquitània    | Guillem el Pietós († 918) duc d'Aquitània    | Guillem el Pietós († 918) duc d'Aquitània    |                                             |                                             |                                             |                                             |                 |                 |                                  |                                  |                                  |                                  | Gausbert († 892)                 | Gausbert († 892)                 | Gausbert († 892) | Gausbert († 892) | Gausbert († 892)                  | Gausbert († 892)                  |                                   |                                   | Rainulf II († 5 d'agost de 890) comte de Poitiers consaguineus Guillem el Pietós | Rainulf II († 5 d'agost de 890) comte de Poitiers consaguineus Guillem el Pietós | Rainulf II († 5 d'agost de 890) comte de Poitiers consaguineus Guillem el Pietós | Rainulf II († 5 d'agost de 890) comte de Poitiers consaguineus Guillem el Pietós | Rainulf II († 5 d'agost de 890) comte de Poitiers consaguineus Guillem el Pietós | Rainulf II († 5 d'agost de 890) comte de Poitiers consaguineus Guillem el Pietós |                                 |                                 | Ebles († 2 d'octubre de 892) abat de Saint-Denis nepos Gauslí          | Ebles († 2 d'octubre de 892) abat de Saint-Denis nepos Gauslí          | Ebles († 2 d'octubre de 892) abat de Saint-Denis nepos Gauslí          | Ebles († 2 d'octubre de 892) abat de Saint-Denis nepos Gauslí          | Ebles († 2 d'octubre de 892) abat de Saint-Denis nepos Gauslí          | Ebles († 2 d'octubre de 892) abat de Saint-Denis nepos Gauslí          |             |             |             |             |                                 |                                 |                                 |                                 |                                 |                                 |                               |                               |          |          |                                                 |                                                 |                                                 |                                                 |                                                 |                                                 |            |            |  |  |                                     |                                     |                                     |                                     |                                     |                                     |  |  |  |  |  |  |  |  |  |  |  |  |  |  |  |  |
|                                              |                                              |                                              |                                              |                                              |                                              |                                             |                                             |                                             |                                             |                 |                 |                                  |                                  |                                  |                                  |                                  |                                  |                  |                  |                                   |                                   |                                   |                                   | Ebles Manzer († 934) comte de Poitiers                                           |                                                                                  |                                                                                  |                                                                                  |                                                                                  |                                                                                  |                                 |                                 |                                                                        |                                                                        |                                                                        |                                                                        |                                                                        |                                                                        |             |             |             |             |                                 |                                 |                                 |                                 |                                 |                                 |                               |                               |          |          |                                                 |                                                 |                                                 |                                                 |                                                 |                                                 |            |            |  |  |                                     |                                     |                                     |                                     |                                     |                                     |  |  |  |  |  |  |  |  |  |  |  |  |  |  |  |  |
|                                              |                                              |                                              |                                              |                                              |                                              |                                             |                                             |                                             |                                             |                 |                 |                                  |                                  |                                  |                                  |                                  |                                  |                  |                  |                                   |                                   |                                   |                                   |                                                                                  |                                                                                  |                                                                                  |                                                                                  |                                                                                  |                                                                                  |                                 |                                 |                                                                        |                                                                        |                                                                        |                                                                        |                                                                        |                                                                        |             |             |             |             |                                 |                                 |                                 |                                 |                                 |                                 |                               |                               |          |          |                                                 |                                                 |                                                 |                                                 |                                                 |                                                 |            |            |  |  |                                     |                                     |                                     |                                     |                                     |                                     |  |  |  |  |  |  |  |  |  |  |  |  |  |  |  |  |
|                                              |                                              |                                              |                                              |                                              |                                              |                                             |                                             |                                             |                                             |                 |                 |                                  |                                  |                                  |                                  |                                  |                                  |                  |                  |                                   |                                   |                                   |                                   | Guillem III († 963) comte de Poitiers                                            |                                                                                  |                                                                                  |                                                                                  |                                                                                  |                                                                                  |                                 |                                 |                                                                        |                                                                        |                                                                        |                                                                        |                                                                        |                                                                        |             |             |             |             |                                 |                                 |                                 |                                 |                                 |                                 |                               |                               |          |          |                                                 |                                                 |                                                 |                                                 |                                                 |                                                 |            |            |  |  |                                     |                                     |                                     |                                     |                                     |                                     |  |  |  |  |  |  |  |  |  |  |  |  |  |  |  |  |

## Núpcies i descendentes
La seva esposa no és esmentada. Generalment es considerava que es va casar amb Bliquida, germana del comte Roricó o Rorgo II del Maine, vídua de Bernat II el Poiteví (+844) si bé aquest enllaç no està comprovat i Armand de Fluvià dona l'esposa com desconeguda. Otto-Gerhart Oexle especula que podria ser Adaltruda, germana de Bilquida. Va tenir tres fills:
- Rainulf II, el seu successor
- Gausbert (+ 893)
- Ebles (+ 892)